# ARIAZ
ARIAZ（アリアズ、朝: 아리아즈）は、2019年に結成された韓国のガールズグループ。スター帝国の子会社レーベルであるRising Starエンターテインメント所属。2019年10月24日に1st EP『Grand Opera』でデビューした。

## 歴史

### デビュー前
グループのデビュー前から、何人かのメンバーはエンターテインメント業界での経験を持っていた。ユンジは2013年にリアリティ音楽オーディション「スーパースターK」の第5シーズンに出演し、その後、将来のバンドメイトのシヒョンとともに、2015年に公開オーディション番組、「PRODUCE 101」の第1シーズンに出演した。ユンジとシヒョンは他のメンバーと一緒にガールズグループOMZM（オルマンジョルマン）でデビューする予定だったが 、グループのデビューは延期され、ファンカフェは一時的に閉鎖された 。シヒョンは2016年のテレビドラマ「ファンタスティックFantastic (TV series)」のサウンドトラック「ワンダフルデイ」（ 오늘 같은 날）を歌っている。
ARIAZ以前は、ヒョギョンはソロ歌手として数多くの曲をリリースしており、ムガヨン（머가영）名義のものもある。ユンジ、シヒョン、ヒョギョンはまた、2017年のサバイバルリアリティ番組「ミックスナイン」でスター帝国代表として出演していた。
ユンジ、シヒョン、ヒョギョン、ヨリは、デビュー前はジュエリー、ZE:A、Nine Muses、IMFACTなどのグループのバックダンサーだった。ダウォンは2019年初頭のI Can See Your Voiceに出演し、ホン・ジュヒョンとイム・ドヨンとともにI.O.Iの曲「Downpour」を披露している。
このグループは、デビュー前は一時「スターエンパイアガールズ（朝: 스타제국걸즈）」と呼ばれていた。デビュー前に放映された全3回のバラエティ番組「Empire Girls at the MT」で、メンバーの絆を深め、チームワークを披露した。
ユンジは2018年、Lovelyzのミニアルバム「Sanctuary」の収録曲「백일몽（Day Dream/白昼夢）」にコーラスで参加している。

### 2019：「グランドオペラ」でデビュー
2019年9月16日、スター帝国の子会社であるライジングスターエンターテインメントは、エンパイアガールズが10月にARIAZというグループ名でデビューすることを発表した 。
EPにはさまざまなティーザーがリリースされ、「グランドオペラ」はそのリードシングル「Moonlight Aria」とそれに付随するミュージックビデオとともに2019年10月24日にリリースされた。EPは、グループがリリースすることを目指している三部作の最初のものだった。デビュー公演は、ソウル江南区のイルジアートホールで同じ日に開催された。

### 2021：デジタルシングル「I Like You」、「Hot & Cold（2021）」リリース
2021年5月27日公開のウェブドラマ「リュソンビの婚礼式」で、シヒョンがジンヒ役を演じ、OSTにも参加した。
2021年6月26日、グループは新しいデジタルシングル「I Like You」をリリースした。これは、ガールズグループジュエリーのヒットシングル「I Really Like You」のリメイクである。同日、27th Dream Concertに出演。
2021年9月15日、ジュウンが受けた誹謗中傷による精神的ダメージから休養し、以後は5人体制となることが公式Twitterから発表された。
2021年9月30日、5人となったグループはジュエリーのヒットシングル「Hot ＆ Cold」から、新デジタルシングル「Hot ＆ Cold（2021）」をリリースした。同日、オンラインで Showcase を開催。

### 2022
2022年1月21日公開のドラマ「カラーラッシュ シーズン2」のOSTにシヒョンが参加。
2022年4月10日、ライジングスターより、ユンジ、ヨリ、ヒョギョンの契約解除とARIAZ脱退、ダウォン、シヒョン、ジュウンの契約解除が発表された。

## メンバー
| 芸名               | 本名                                         | 生年月日               | ポジション                     |
| ------------------ | -------------------------------------------- | ---------------------- | ------------------------------ |
| ユンジ（윤지）     | キム・ユンジ（김윤지・Kim YunJi）            | 1996年8月26日（28歳）  | リーダー・メインボーカル       |
| ダウォン（다원）   | イ・ダウォン（이다원・Lee DaWon）            | 1996年12月2日（28歳）  | メインボーカル                 |
| シヒョン（시현）   | カン・シヒョン（강시현・Kang SiHyon）        | 1998年7月15日（26歳）  | リードボーカル                 |
| ヨリ（여리）       | チェ・ヨリ（최여리・Choi Yeori）             | 1999年9月8日（25歳）   | メインダンサー・メインラッパー |
| ヒョギョン（효경） | チャン・ヒョギョン（장효경・Jang HyoGyeong） | 1999年11月15日（25歳） | リードボーカル                 |
| ジュウン（주은）   | チョ・ジュウン（조주은・Jo JuEun）           | 2001年1月27日（24歳）  | サブボーカル                   |

## ディスコグラフィー

### EP
| No. | タイトル                       | 収録曲                                                                                                  | サークル チャート （週間） | 売上枚数 |
| --- | ------------------------------ | --- | -------------------------- | -------- |
| 1st | Grand Opera （2019年10月24日） | 1. Assemble #1 2. Ouch! 3. 까만 밤의 아리아 (Moonlight Aria) 4. Drama 5. Where U R (Yunji X Dawon Aria) | 33位                       | 1,028枚  |

### シングル
| No. | タイトル                                  | 収録曲                                  |
| --- | ----------------------------------------- | --------------------------------------- |
| 1st | 니가 참 좋아 (I LIKE U) （2021年6月26日） | 1. 니가 참 좋아 2. 니가 참 좋아 (Inst.) |